# 917년

## 연호
- 후량(後梁) 정명(貞明) 3년
- 요(遼) 신책(神冊) 2년
- 후백제(後百濟) 정개(政開) 18년
- 태봉(泰封) 정개(政開) 4년
- 일본(日本) 엔기(延喜) 17년
- 전촉(前蜀) 천한(天漢) 원년
- 남한(南漢) 건형(乾亨) 원년

## 기년
- 후량(後梁) 말제(末帝) 5년
- 요(遼) 태조(太祖) 11년
- 신라(新羅) 신덕왕(神德王) 6년 / 경명왕(景明王) 원년
- 후백제(後百濟) 견훤(甄萱) 정개 26년
- 태봉(泰封) 궁예(弓裔) 23년
- 발해(渤海) 대인선(大諲譔) 12년

## 사건
- 신덕왕이 세상을 떠나자 장남 승영이 경명왕으로 왕의 자리에 오름.

## 사망
- 신라(新羅) 53대 왕 신덕왕(神德王)
- 신라(新羅)말 고려(高麗)는 초기(草奇) 승려(僧侶) 형미(逈微)